# Синюшин Брод
Синю́шин Брод (укр. Синюшин Брід; до 2025 годах — Синюхин Брод) — село в Первомайском районе Николаевской области Украины. Является административным центром Синюхино-Бродского сельского совета.
Село основано в 1755 году. Население по переписи 2001 года составляло 1708 человек. Занимает площадь 3000 м².
Находится в 15 км от районного центра — Первомайска, и в 5 км от железнодорожной станции Подгородная.
Находится на левом берегу реки Синюха, в честь неё и названа.

## История

### Археологические раскопки
В селе найдены остатки поселения периода неолита, а также медного и бронзового веков (V, IV и II тысячелетия до н. э. соответственно).

### Новая история
Поселение было основано в 1755 году. Во времена Запорожской Сечи, возле населённого пункта находился брод.
В 1859 году в селе жили 1362 человека: 695 мужчин и 667 женщин. Насчитывалось 284 дворовых хозяйств. В селе находилась православная церковь.
По состоянию на 1886 год, в селе жили 2014 человек, насчитывалось 331 дворовое хозяйство. Кроме православной церкви, в поселении находилась школа.
По данным 1894 года, население составляло 3157 человек: 1558 мужчин и 1599 женщин. Существовали 574 хозяйств. В земской школе учились 57 учеников: 45 мальчиков и 12 девочек. В церковно-приходской школе учились 14 учеников: 10 мальчиков и 4 девочки. В поселении также была построена водяная мельница.
По переписи населения 1897 года, количество жительниц возросло до 3288 жителей: 1611 мужчин и 1677 женщин.

### Новейшая история
Во время Великой Отечественной войны 540 жителей боролись с врагом, 327 человек погибли, лишь 57 награждены наградами и медалями. В 1967 году в центре города был построен памятник воинам 5-й гвардейского кавалерийского корпуса, освободивших Синюхин Брод от немецких оккупантов.
По переписи населения 2001 года, в селе жили 1708 человек.

## Экономика
На территории села обрабатывается 5960 га сельскохозяйственных угодий, в том числе 5498 га пахотных земель. 360 га орошаются. Здесь выращивают озимую пшеницу, овёс, кукурузу, подсолнечник, сахарную свеклу и овощи; развито животноводство. Подсобные предприятия — мельница, маслобойня.
За успехи в развитии сельскохозяйственного производства 34 труженика села удостоены правительственных наград, в том числе орденом Ленина и Трудового Красного Знамени — начальник механизированного отряда В. В. Перков.

## Образование и культура
В Синюхином Броде работает средняя школа: 33 учителя и 464 ученика.
В селе есть Дом культуры с залом, вмещающим 550 человек, а также библиотека. Также есть аптека и детский сад на 70 мест.

## Местный совет
- 55243, Синюхин Брод, ул. Центральная, 14